# シュリンゲーリ

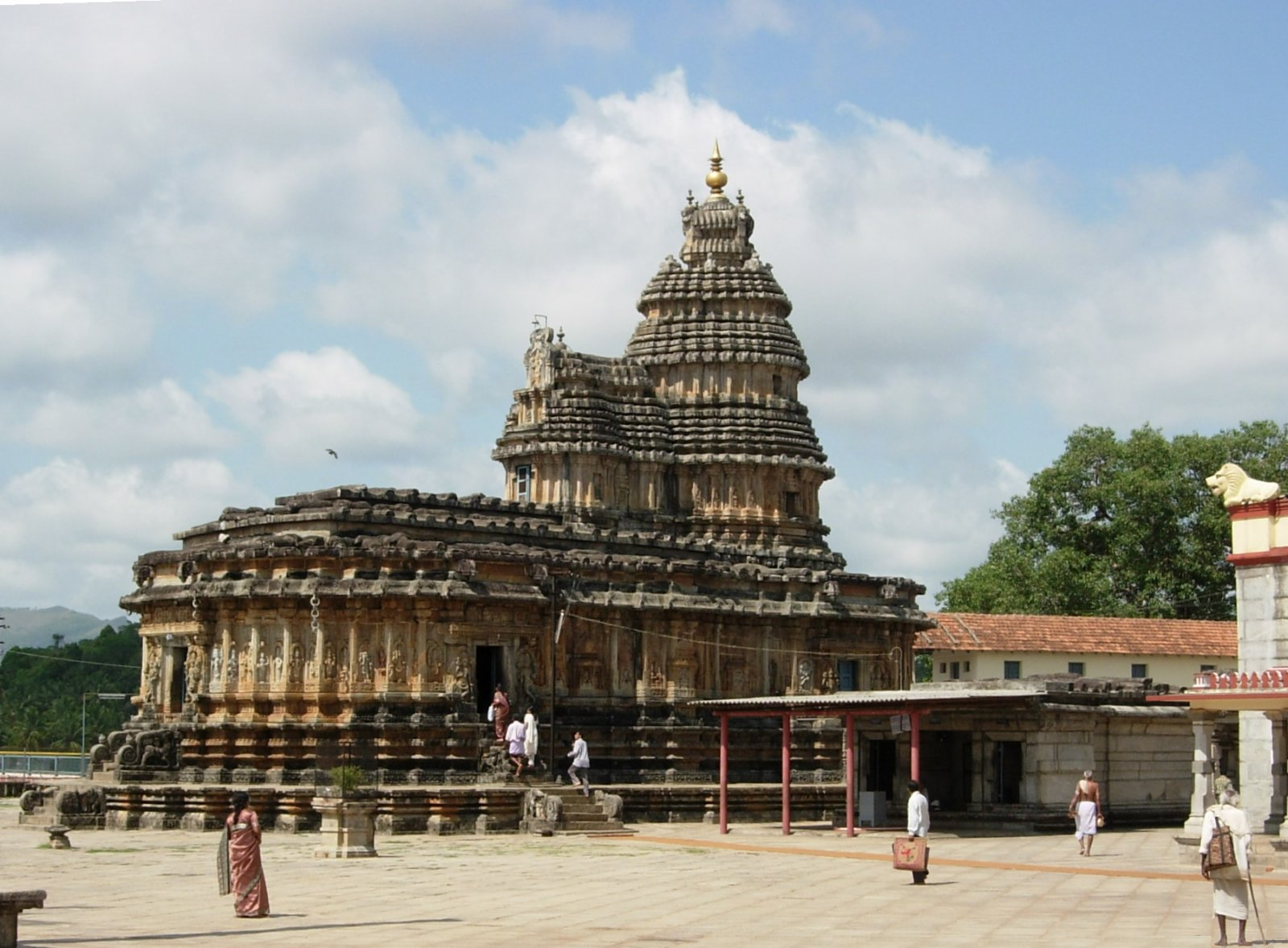
シュリンゲーリのシャンカラ派総本山

シュリンゲーリ（カンナダ語: ಶೃಂಗೇರಿ, ラテン文字転写: Śr̥ṅgēri、英語: Sringeri）は、インドのカルナータカ州、チッカマガルール県の都市。ヒンディー語ではシュリーンゲーリー（ヒンディー語: शृंगेरी, ラテン文字転写: Śr̥ṅgērī）となる。
ヒンドゥー教の聖地である。

## 歴史
8世紀、初代シャンカラが定住し、僧院を開設したことにより聖地となった。また、この地はシャンカラ派の総本山となった。
その後、ヒンドゥー教の聖地であり続け、ムスリムですら敬意を払っていた。その例として、マイソール王国の支配者ティプー・スルターンはシュリンゲーリの僧侶ともよく交流し、財政援助をしたばかりか、国家鎮護の供義執行まで依頼している。また、1791年にこの寺院のシャーラダー女神像がマラーターの騎兵に略奪されると、彼はその再建費用を援助さえしている